# Magico (álbum)
| Críticas profissionais | Críticas profissionais |
| Avaliações da crítica  | Avaliações da crítica  |
| Fonte                  | Avaliação              |
| ---------------------- | ---------------------- |
| Allmusic               | [ 1 ]                  |

Magico é um álbum gravado pelo baixista Charlie Haden, pelo saxofonista Jan Garbarek e pelo guitarrista Egberto Gismonti em 1979 e lançado em 1980 pela gravadora ECM.

## Lista de músicas
Compositores indicados entre parênteses.
1. "Bailarina" (Geraldo E. Carneiro, Piry Reis) – 14:23
2. "Magico" (Egberto Gismonti) – 7:41
3. "Silence" (Charlie Haden) – 10:11
4. "Spor" (Jan Garbarek) – 6:05
5. "Palhaço" (Gismonti) – 5:00

- Gravado em junho de 1979 no Talent Studio, em Oslo.

## Créditos
- Charlie Haden — baixo
- Jan Garbarek — saxofone
- Egberto Gismonti — violão, piano